# Un giorno perfetto (film 2008)
Un giorno perfetto è un film del 2008 diretto da Ferzan Özpetek, tratto dall'omonimo romanzo di Melania Mazzucco. Film dai toni noir che racconta un'ossessione amorosa che termina in tragedia.

## Trama
Emma torna a vivere dalla madre insieme ai due figli, dopo aver lasciato il marito Antonio, poliziotto. Antonio resta a vivere nella casa dove avevano abitato tutti insieme, non rassegnandosi alla perdita della moglie. Nella palazzina si odono degli spari e qualcuno avvisa la polizia, pronta a irrompere nell'abitazione.
Il film prosegue raccontando le ventiquattro ore precedenti a quel fatale avvenimento, ventiquattro ore in cui si incrociano i destini di vari personaggi, come l'onorevole Elio Fioravanti preso con i suoi comizi elettorali, sua moglie Maja che scopre di essere in dolce attesa, la professoressa Mara in attesa di incontrare il suo amante, e Aris, figlio dell'onorevole, studente, in netto contrasto con suo padre. La storia di un'estrema violenza contro la ex compagna, di un'efferata vendetta, raccontata nello scenario di una Roma caotica e a tratti inquietante, dove la tragedia sembra essere dietro l'angolo.

## Produzione
Il film si apre con una dedica a Maria Clara Jacobelli, manager e dirigente d'azienda scomparsa nel 2007. La Jacobelli era un'importante dirigente per SIP-Telecom, colei che aiutò Özpetek a emergere nel panorama cinematografico, fu lei a scegliere Özpetek per dirigere un noto spot per BancoPosta.
Le riprese iniziarono a Roma il 22 ottobre 2007. Per l'interpretazione della madre di Emma, Özpetek chiese a Stefania Sandrelli di ispirarsi al ruolo di Adriana, da lei interpretata nel 1965 nel film di Antonio Pietrangeli Io la conoscevo bene. Mentre leggeva il romanzo, il regista italo-turco immaginava Javier Bardem nel ruolo di Antonio, ma propose la parte a Fiorello, che però rifiutò. Nonostante il rifiuto, Fiorello è presente nel film; infatti, quando Kevin, il figlio di Emma e Antonio, guarda alla televisione La marcia dei pinguini, si può udire la voce dello showman siciliano, che nel 2005 fu la voce narrante del documentario.
Come nei suoi precedenti lavori, Özpetek si avvale della presenza della sua attrice feticcio Serra Yılmaz (qui presente solo in un cameo) ma anche di attori di supporto con cui aveva già lavorato negli anni passati, Milena Vukotic che aveva diretto in Saturno contro, Ivan Bacchi apparso ne Le fate ignoranti e La finestra di fronte che interpreta l'assistente dell'Onorevole Fioravanti, Angela Finocchiaro, che compare ripetutamente nel corso del film, e solo alla fine si scoprirà essere una dottoressa che si intuisce salverà la vita a Valentina, e l'attrice napoletana Rosaria De Cicco, anch'ella come la Yılmaz attrice feticcio del regista.
Nonostante il film sia tratto da una storia non sua, Özpetek non rinuncia a certi elementi che hanno caratterizzato la sua filmografia, rappresentando uno spaccato di umanità cosmopolita e popolare, introducendo alcuni elementi che si legano alle sue precedenti pellicole, come le due pettegole stiratrici, già presenti nel film La finestra di fronte.

## Distribuzione
Il film, prodotto dalla Fandango col contributo di Rai Cinema, venne presentato in concorso alla 65ª Mostra internazionale d'arte cinematografica di Venezia e uscì nelle sale cinematografiche il 5 settembre 2008.

## Colonna sonora
Tutte le musiche furono composte da Andrea Guerra ed eseguite dall'Orchestra sinfonica nazionale ceca. Un altro cielo è il brano principale della colonna sonora, scritto da Guerra insieme al padre Tonino e interpretato da Ermanno Giove.

### Tracce
1. Parole d'autunno - 2:32
2. Come le rose 1:49
3. Vaya Con Dios - Nah neh nah – 2:53
4. Nel giorno perfetto - 2:22
5. Un'ombra leggera - 2:12
6. Corre sul mare - 1:34
7. Luciano Pereyra - Cordoba sin ti – 3:44
8. Come un saluto - 1:15
9. Vola nel vento - 1:27
10. Il sole di notte - 1:30
11. Tempo che passa - 1:22
12. Sezen Aksu - Sanýma ýnanma (kývanch k versiyon) - 4:00
13. Un aquilone - 2:27
14. Passa e non torna - 1:31
15. Tutti i miei giorni - 2:09
16. In un respiro - 1:05
17. Ermanno Giove - Un altro cielo – 3:57

## Riconoscimenti
- 2008 - Festival di Venezia
  - Premio Pasinetti a Isabella Ferrari
  - Nomination Leone d'oro a Ferzan Özpetek
- 2009 - Nastro d'argento
  - Nomination Migliore attrice protagonista a Isabella Ferrari